# Dicranota clausa
Dicranota clausa är en tvåvingeart som beskrevs av Alexander 1938. Dicranota clausa ingår i släktet Dicranota och familjen hårögonharkrankar. Inga underarter finns listade i Catalogue of Life.